# Varco Sabino
Varco Sabino ist eine Gemeinde in der Provinz Rieti in der italienischen Region Latium mit 160 Einwohnern (Stand 31. Dezember 2023). Sie liegt 91 km nordöstlich von Rom und 32 km südöstlich von Rieti.

## Geographie
Varco Sabino liegt oberhalb des Stausees des Salto. Es ist Mitglied der Comunità Montana Salto Cicolano.

## Bevölkerungsentwicklung
| Jahr      | 1861 | 1881 | 1901 | 1921 | 1936 | 1951 | 1971 | 1991 | 2001 |
| --------- | ---- | ---- | ---- | ---- | ---- | ---- | ---- | ---- | ---- |
| Einwohner | 1115 | 1220 | 1151 | 1130 | 1036 | 878  | 562  | 250  | 263  |

Quelle: ISTAT

## Politik
Gabriele Maglioni (Lista Civica: Varco Nel Futuro) ist seit dem 10. Juni 2018 der Bürgermeister.